# Cheiloneurus rediculus
Cheiloneurus rediculus är en stekelart som först beskrevs av Trjapitzin och Khlopunov 1978.  Cheiloneurus rediculus ingår i släktet Cheiloneurus och familjen sköldlussteklar. Inga underarter finns listade i Catalogue of Life.